# Mare Smythii
Das Mare Smythii (Lat. „Smyth-Meer“; nach William Henry Smyth) ist ein Mondmeer auf dem Erdmond.
Es hat einen mittleren Durchmesser von 373 km und weist ein Mascon auf.
Das Mare befindet sich am Äquator an der östlichen Grenze zur erdabgewandten Mondseite, auf den selenographischen Koordinaten 1° 18' N; 87° 30' E. 

## Weblinks

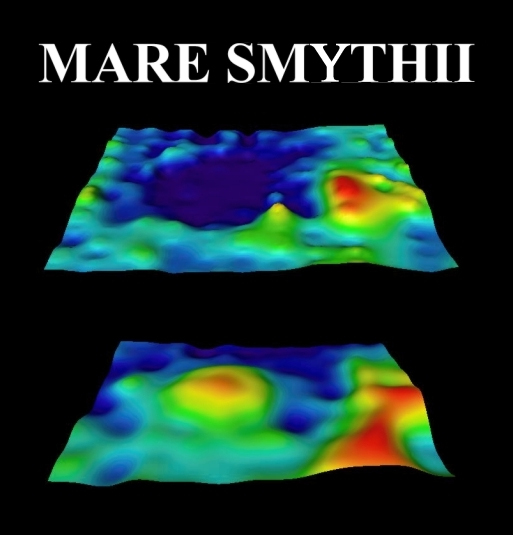
Vergleich der Topographie der Oberfläche (oben) und des Gravitationsfeldes.